# Роман Гаґара
Роман Гаґара  (нім. Roman Hagara, 30 квітня 1966) — австрійський яхтсмен, олімпійський чемпіон.

## Виступи на Олімпіадах
| Олімпіада      | Дисципліна | Місце |
| -------------- | ---------- | ----- |
| Барселона 1992 | Торнадо    | 7     |
| Сідней 2000    | Торнадо    | 1     |
| Афіни 2004     | Торнадо    | 1     |
| Пекін 2008     | Торнадо    | 9     |

## Зовнішні посилання
- Досьє на sport.references.com